# Hamadryas sodalia
Hamadryas sodalia är en fjärilsart som beskrevs av Hans Fruhstorfer 1916. Hamadryas sodalia ingår i släktet Hamadryas och familjen praktfjärilar. Inga underarter finns listade i Catalogue of Life.